# Тихны
Тихны (бел. Ціхны) — деревня в Берёзовском районе Брестской области Белоруссии. Входит в состав Первомайского сельсовета.

## География
Деревня находится в центральной части Брестской области, при автодороге Н-26111, на расстоянии приблизительно 2 километров (по прямой) к юго-западу от города Берёза, административного центра района. Абсолютная высота — 153 метра над уровнем моря. Площадь населённого пункта — 0,6843 км².

## История
По состоянию на 1905 год, в Тихнах проживал 501 человек. В административном отношении деревня входила в состав Березской волости Пружанского уезда Гродненской губернии.
Согласно Рижскому мирному договору (1921), деревня вошла в состав межвоенной Польши. Входила в состав гмины Берёза Картузская Пружанского повета Полесского воеводства Польши. В 1921 году числилось 212 жителей, проживавших в 31 доме. В этническом составе населения того периода белорусы составляли 88 % и поляки — 12 %. В конфессиональном составе населения преобладали православные христиане (95 %).
С 1939 года в БССР.

## Население
По данным переписи 2019 года, в деревне проживало 105 человек.
| Год  | Население, человек |
| ---- | ------------------ |
| 1905 | 501                |
| 1921 | ↘ 212              |
| 2009 | ↘ 147              |
| 2019 | ↘ 105              |